# 옹주 (중국)
옹주(雍州)는 중국 역사상의 옛 행정 구역이며, 구주 중 한 곳으로 전해 내려오는 지역이다. 후한 13주 중 한 지역이며, 중심지는 장안(長安, 현재의 산시성 시안시)이다.
오호 십육국 시대때 옛 옹주와 진주일대가 북방민족에게 정복당하면서 북조에서는 기존의 옹주자리에 그대로 옹주를 설치한 반면, 옹주 지역의 주민들은 난양 시, 샹양 시일대로 이주했는데, 동진 효무제가 이지역에 옹주를 재신설하기도 했다.

## 군 · 군국

### 후한
무위군(武威郡) · 장액군(張掖郡) · 주천군(酒泉郡) · 돈황군(敦煌郡) · 서해군(西海郡) · 서평군(西平郡) · 서군(西郡)

### 삼국 시대

#### 조위
경조군(京兆郡) · 풍익군(馮翊郡) · 부풍군(扶風郡) · 북지군(北地郡) · 신평군(新平郡) · 안정군(安定郡) · 광위군(廣魏郡) · 천수군(天水郡) · 농서군(隴西郡) · 남안군(南安郡) · 무이호군(撫夷護軍)

### 서진
경조군(京兆郡) · 풍익군(馮翊郡) · 부풍국(扶風國) · 안정군(安定郡) · 북지군(北地郡) · 시평군(始平郡) · 신평군(新平郡)

#### 북위
경조군(京兆郡) · 풍익군(馮翊郡) · 부풍군(扶風郡) · 함양군(咸陽郡) · 북지군(北地郡)

### 수
개황초 주현제를 실시했을 때 경조군을 옹주로 칭했으나 대업초에 군현제를 실시했을 때는 다음과 같은 속군을 두었다.
경조군(京兆郡) · 풍익군(馮翊郡) · 부풍군(扶風郡) · 상군(上郡) · 연안군(延安郡) · 북지군(北地郡) · 안정군(安定郡) · 홍화군(弘化郡) · 평량군(平凉郡) · 조음군(雕陰郡) · 염천군(鹽川郡) · 삭방군(朔方郡) · 영무군(靈武郡) · 오원군(五原郡) · 유림군(榆林郡) · 천수군(天水郡) · 농서군(隴西郡) · 회령군(會寧郡) · 임도군(臨洮郡) · 금성군(金城郡) · 포한군(枹罕郡) · 요하군(澆河郡) · 서평군(西平郡) · 무위군(武威郡) · 하원군(河源郡) · 서해군(西海郡) · 장액군(張掖郡) · 돈황군(敦煌郡) · 선선군(鄯善郡) · 차말군(且末郡)